# 치과의사
치과의(齒科醫, 영어: dentist, 문화어: 구강의사)는 치과의 진료를 행하는 의료인이다.
치과의사는 치의학(치과)의 정의에 근거한 연구와 의료 행위 및 의료인으로서의 임무를 수행한다.
참고로 2009년의 슬픔보다 더 슬픈 이야기에서 이범수가 배역을 했던 차주환이 치과의사 배역을 맡는다

## 같이 보기
- 치과
- 구강
- 임플랜트